# Janusz Stefański

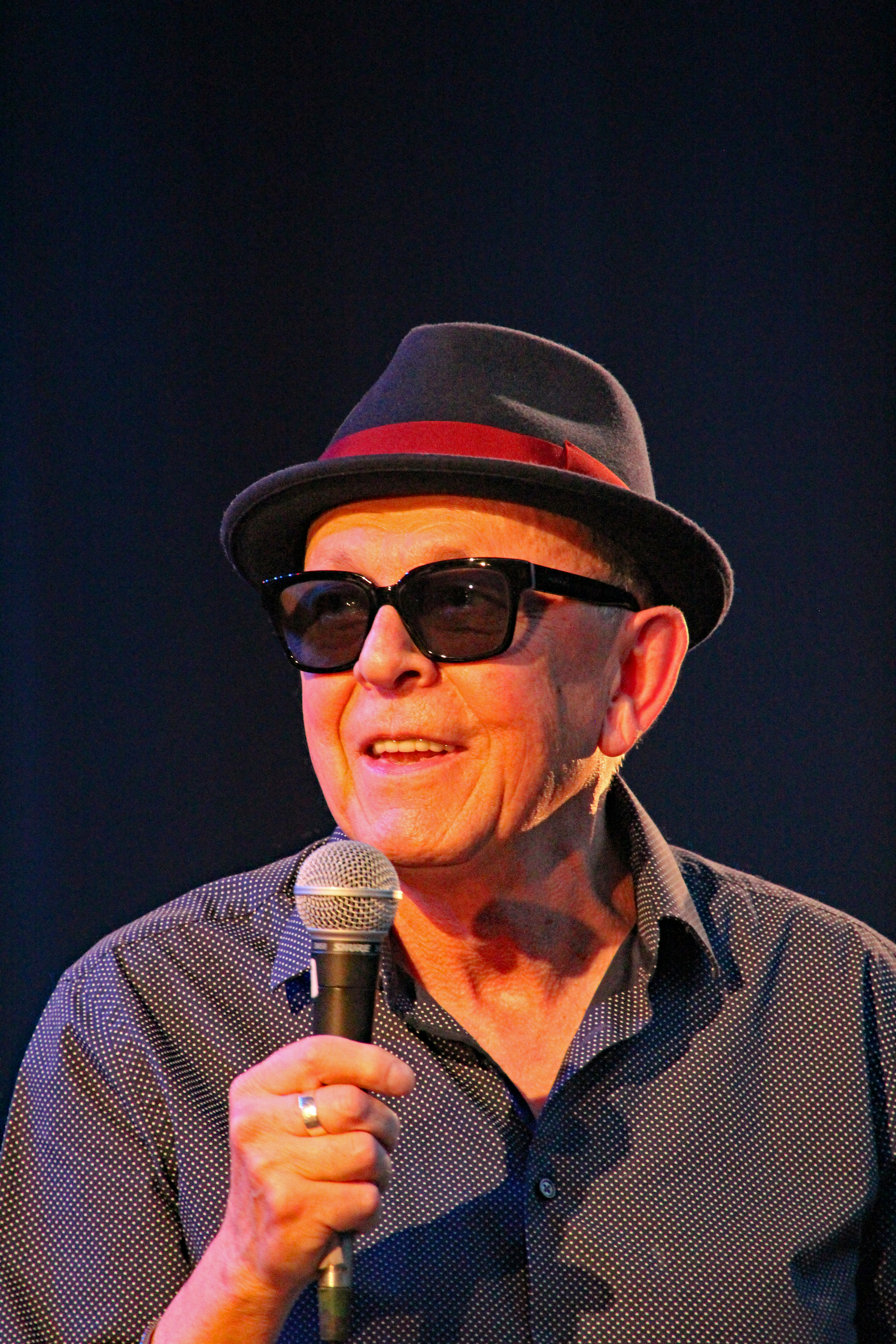
Janusz Stefański (2016)

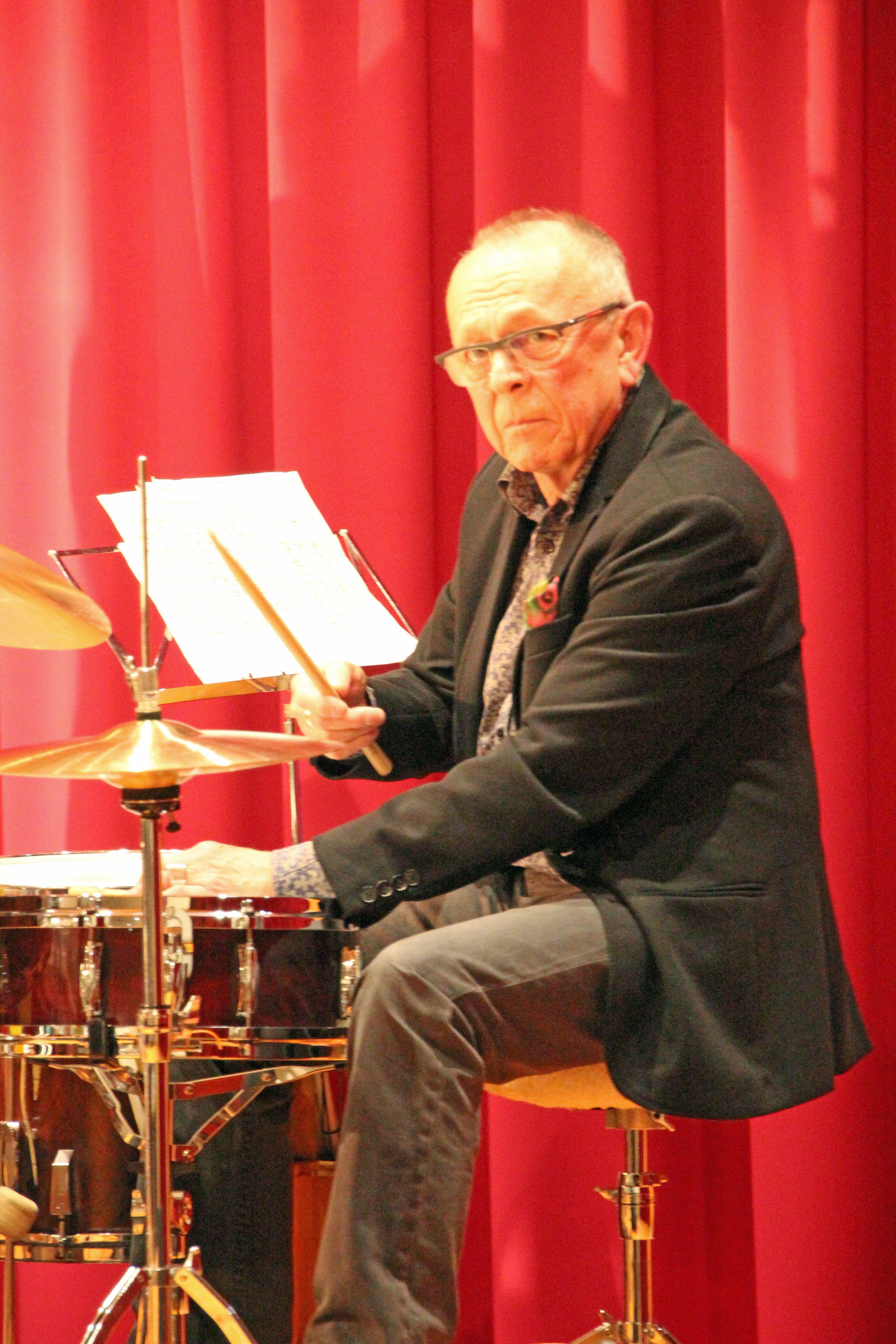
Janusz Stefański (2015)

Janusz Maria Stefański (* 14. Juni 1946 in Krakau; † 4. November 2016 in Frankfurt am Main) war ein polnischer Jazz-Schlagzeuger.

## Leben und Wirken
Stefański studierte Klavier und Schlagzeug an der Staatlichen Musikhochschule seiner Heimatstadt.
Seit 1968 gehörte er gemeinsam mit dem Violinisten und Altsaxophonisten Zbigniew Seifert, dem Tenorsaxophonisten Janusz Muniak, dem Bassisten Bronisław Suchanek und dem Bandleader selbst dem bekannten Tomasz Stańko-Quintett an, das bis 1973 drei LPs aufnahm. 1970–1971 gehörte er gemeinsam u. a. mit Zbigniew Namysłowski zur Mannschaft von Czesław Niemens kurzlebiger Band Enigmatic, die zwei Alben aufnahm. 1971 arbeitete er auch mit Mieczysław Kosz. 1974 Jahre stieß er, wiederum gemeinsam mit Seifert, zur Fusion-Band Free Sound von Hans Koller. 1980 gehörte er zu der um Sławomir Kulpowicz gegründeten Gruppe The Quartet. Nach Verhängung des Kriegszustandes in Polen im Jahre 1981 blieb Stefański nach einer Tournee im Westen und siedelte in die Bundesrepublik Deutschland über, wo er in Königstein im Taunus ein eigenes Musikinstitut leitete. Hier gründete er 1983 mit den ebenfalls emigrierten Kollegen Leszek Zadlo und Vladislav Sendecki das Polski Jazz Ensemble. In den 1990er Jahren spielte er im Quartett von Emil Mangelsdorff. Später gründete er ein eigenes Trio, dem außer ihm noch der Bassist Jürgen Wuchner und der Saxophonist Matthias Schubert angehörten.
Stefański war Dozent an der Hochschule für Musik Mainz und an der Hochschule für Musik und Darstellende Kunst Frankfurt am Main. Im Jahre 2003 wurde ihm der Hessische Jazzpreis verliehen.
Er war verheiratet und hatte zwei Töchter.
In der Nacht vom 4. auf den 5. November 2016 verstarb Janusz Maria Stefański im Alter von 70 Jahren in Frankfurt am Main.